# (5240) Kwasan
(5240) Kwasan (1990 XE) – planetoida z pasa głównego asteroid okrążająca Słońce w ciągu 3,68 lat w średniej odległości 2,38 au. Odkryta 7 grudnia 1990 roku.